# Giuseppe Rescifina Messina 1999-2000
La stagione 1999-2000 della Giuseppe Rescifina Messina è stata la quarta in cui ha preso parte alla massima serie nazionale del campionato italiano femminile di pallacanestro.
La società messinese è arrivata 3ª in Serie A1 e ha partecipato ai play-off.

## Verdetti stagionali
Competizioni nazionali
- Serie A1:

stagione regolare: 3º posto su 14 squadre (19-7).
eliminata nei quarti di finale dei playoff (0-2).

## Organigramma societario
Aggiornato al 31 dicembre 1999.
- Presidente: Antonino Rescifina
- Vice presidente: Antonino Piccolo
- Dirigente responsabile e general manager: Antonino Bevacqua
- Dirigente accompagnatore: Rogerio Fernandez
- Addetto stampa: Pietro Mazzù
- Dirigente addetto agli arbitri: Antonino De Marco
- Segretario: Letterio Delia

- Allenatore: Miodrag Vesković
- Aiuto allenatore: Antonino Interdonato
- Medico sociale: Pierluigi Consolo
- Fisioterapista: Rosario Oliva e Antonino Celeste

## Rosa
| Giocatori |
| --------- |

| N° | Naz.                 | Ruolo | Sportivo           | Anno | Alt. |  |
| -- | -------------------- | ----- | ------------------ | ---- | ---- |  |
|    | Rep. Ceca (bandiera) | A     | Eva Němcová        | 1972 | 187  |  |
|    | Croazia (bandiera)   | C     | Žana Lelas         | 1970 | 188  |  |
|    | Italia (bandiera)    | P     | Anna Costalunga    | 1970 | 170  |  |
|    | Italia (bandiera)    | A     | Marta Rezoagli     | 1973 | 185  |  |
|    | Italia (bandiera)    | G     | Michela Franchetti | 1976 | 178  |  |
|    | Rep. Ceca (bandiera) | C     | Jana Neradová      | 1967 | 195  |  |
|    | Italia (bandiera)    | G     | Marilena Rienzi    | 1964 | 174  |  |
|    | Italia (bandiera)    | GA    | Stefania Paterna   | 1980 | 180  |  |
|    | Italia (bandiera)    | P     | Valentina Petrassi | 1974 | 172  |  |
|    | Italia (bandiera)    | C     | Stefania Maimone   | 1979 | 189  |  |

| Under e aggregate alla prima squadra |
| ------------------------------------ |

| N° | Naz.                | Ruolo | Sportivo          | Anno | Alt. |  |
| -- | ------------------- | ----- | ----------------- | ---- | ---- |  |
|    | Slovenia (bandiera) | C     | Rankica Šarenac   | 1974 | 198  |  |
|    | Italia (bandiera)   | A     | Carmen Buscema    | 1981 | 174  |  |
|    | Italia (bandiera)   | A     | Melinda Urso      | 1981 | 173  |  |
|    | Italia (bandiera)   | P     | Alessandra Vitale | 1982 | 170  |  |
|    | Italia (bandiera)   | G     | Gabriella Arigò   | 1982 | 170  |  |
|    | Italia (bandiera)   | C     | Lucia Carollo     | 1983 | 188  |  |

## Statistiche
| Giocatrice | Gare | Punti | Minuti | Falli | Falli | Tiri da due | Tiri da due | Tiri da due | Tiri da tre | Tiri da tre | Tiri da tre | Tiri liberi | Tiri liberi | Tiri liberi | Rimbalzi | Rimbalzi | Palle | Palle | Assist | Val. |
| Giocatrice | Gare | Punti | Minuti | F     | S     | R           | T           | %           | R           | T           | %           | R           | T           | %           | O        | D        | P     | R     | Assist | Val. |
| ---------- | ---- | ----- | ------ | ----- | ----- | ----------- | ----------- | ----------- | ----------- | ----------- | ----------- | ----------- | ----------- | ----------- | -------- | -------- | ----- | ----- | ------ | ---- |
| Nemcova    | 28   | 545   | 1101   | 104   | 129   | 167         | 332         | 50,3        | 33          | 77          | 42,9        | 112         | 130         | 86,2        | 25       | 145      | 74    | 64    | 21     | 524  |
| Lelas      | 26   | 442   | 851    | 88    | 113   | 151         | 234         | 64,5        | 20          | 48          | 41,7        | 80          | 111         | 72,1        | 41       | 119      | 52    | 35    | 7      | 475  |
| Costalunga | 28   | 242   | 999    | 52    | 76    | 58          | 122         | 47,5        | 23          | 68          | 33,8        | 57          | 77          | 74,0        | 8        | 63       | 55    | 86    | 44     | 283  |
| Rezoagli   | 28   | 179   | 795    | 74    | 70    | 62          | 122         | 50,8        | 0           | 1           | 0,0         | 55          | 84          | 65,5        | 46       | 60       | 49    | 45    | 10     | 197  |
| Franchetti | 26   | 155   | 693    | 73    | 45    | 43          | 86          | 50,0        | 15          | 47          | 31,9        | 24          | 41          | 58,5        | 2        | 42       | 45    | 46    | 14     | 94   |
| Neradova   | 26   | 117   | 486    | 73    | 36    | 44          | 113         | 38,9        | 0           | 0           |             | 29          | 48          | 60,4        | 28       | 51       | 34    | 21    | 1      | 59   |
| Rienzi     | 22   | 85    | 426    | 45    | 24    | 18          | 63          | 28,6        | 10          | 28          | 35,7        | 19          | 29          | 65,5        | 8        | 28       | 38    | 24    | 10     | 23   |
| Paterna    | 13   | 22    | 109    | 14    | 7     | 9           | 23          | 39,1        | 1           | 1           | 100,0       | 1           | 4           | 25,0        | 6        | 4        | 12    | 6     | 1      | 3    |
| Petrassi   | 11   | 19    | 83     | 13    | 9     | 0           | 2           | 0,0         | 3           | 13          | 23,1        | 10          | 13          | 76,9        | 1        | 2        | 11    | 4     | 3      | -1   |
| Maimone    | 13   | 12    | 107    | 21    | 4     | 5           | 15          | 33,3        | 0           | 0           |             | 2           | 2           | 100,0       | 5        | 10       | 8     | 1     | 2      | -5   |